# Ogólnopolskie Targi Pracy IT
Targi Pracy IT – targi pracy dla studentów i absolwentów kierunków informatycznych odbywające się od 2010 roku w 3 polskich miastach, w Warszawie, Krakowie i Wrocławiu. Od początku organizacji Targów udział w nich wzięło 270 firm oraz odwiedziło blisko 50 tysięcy osób. Co roku odbywają się dwie edycje Targów, na wiosnę i na jesień. Targi Pracy IT organizowane są przez Fundację Academic Partners we współpracy z lokalnymi samorządami wybranych uczelni. Największymi kołami naukowymi oraz biurami karier.

## Wystawcy
Wśród firm biorących udział w Targach Pracy IT znajdują się m.in. Accenture, Aviva, Asseco Poland, Bank Millennium, Bank Pekao, Cisco, Comarch, Deloitte, EY, Grupa Pracuj, Hawlett-Packard Polska, IBM Polska, Microsoft, Nokia Solutions and Networks, PwC, PZU i Samsung.

## Lokalizacje
Lokalizacje, w których odbywają się Targi Pracy IT, to m.in. Wydział Matematyki i Nauk Informacyjnych Politechniki Warszawskiej, Wydział Matematyki, Informatyki i Mechaniki Uniwersytetu Warszawskiego, Wydział Cybernetyki Wojskowej Akademii Technicznej, Polsko-Japońska Akademia Technik Komputerowych, Politechnika Krakowska, Akademia Górniczo Hutnicza, Wydział Matematyki i Informatyki Uniwersytetu Jagiellońskiego, Wydział Matematyki i Informatyki Uniwersytetu Wrocławskiego.

## Patroni i partnerzy
Wśród patronów medialnych znajdują się m.in. Rzeczpospolita, Pracuj.pl, Podaj Dalej, Studentnews.pl, StartupTV, Semestr – Magazyn dla studentów oraz Monster Polska. Targi Pracy IT objęte są też Patronami Honorowymi Dziekanów Wydziałów, na których odbywają się Targi.